# Šalmaneser I.
Šalmaneser I. (akadsko Šulmanu-ašaredu, (bog) Šulmanu je vzvišen) je bil kralj Srednjeasirskega kraljestva, ki je vladal od 1274 pr. n. št. – 1245 pr. n. št. ali 1265 pr. n. št. – 1235 pr. n. št. Bil je sin kralja Adadnirarija I.
Po njegovih letopisih, najdenih v Ašurju, je v svojem prvem vladarskem letu osvojil osem dežel na severozahodu in uničil trdnjavo Arinnu, katere prah je prinesel v Ašur. V drugem letu je porazil mitanskega kralja Šattuaro in njegove hetitske in ahlamujske zaveznike. Ostanek Mitanskega kraljestva je vključil v svoje kraljestvo kot eno od asirskih provinc. Zanj trdijo, da je na eno oko oslepil 14.400 vojnih ujetnikov. Bil je eden od prvih asirskih kraljev, ki je poražene sovražnike preselil  na druga ozemlja ali jih preprosto vse pobil. 
Osvojil je celotno ozemlje med Taidujem in Irridujem, od gore Kašiar do Eluhata in od trdnjav Sudu in Harranu do Karkemiša na Evfratu. Zgradil je palači v Ašurju in Ninivah, obnovil tempelj v Ašurju in ustanovil mesto Kalhu (svetopisemski Kalah/Nimrud). Nasledil ga je sin Tukulti-Ninurta I.

## Sklic
1. ↑  Georges Roux: Ancient Iraq, Penguin, 3. izdaja, 1992, str. 295.

## Vira
- Veysel Dönbaz, Frame Grant (1983): The building activities of Shalmaneser I in Northern Mesopotamia,  Anuual Review of the Royal Inscriptions of Mesopotamia Project 1 (1983): 1-5
- Encyclopædia Britannica (11. izdaja), Cambridge University Press.

| Šalmaneser I. Rojen: ni znano Umrl: ni znano |                                     |                               |
| Vladarski nazivi                             |                                     |                               |
| Predhodnik: Adadnirari I.                    | Kralj Asirije 1263– 1233 pr. n. št. | Naslednik: Tukulti-Ninurta I. |